# Henri Zislin
Henri Zislin (Mülhausen, 1875 – París, 1958) fou un escriptor i il·lustrador alsacià, amic de Hansi. Enemic de l'annexió alemanya d'Alsàcia-Lorena, el 1903 va crear la revista satírica D'r Klapperstei, on publicaria el 1905 el seu llibre Das Elsass als Bundestaat. Empresonat tres dies, el 1907 fundà la nova revista Dur's Elsass amb Hansi, i va dissenyar nombroses targetes satíriques contra l'Imperi alemany. Fou intèrpret durant la Primera Guerra Mundial i el 1919 va reobrir la revista, com el 1923 la Narichtendienst on publicaria Die Zukunft (1926). El 1940 la Gestapo l'arrestà i expulsà del país. El 1946 va tornar i s'hi establir fins a la seva mort.